# Gravidez na adolescência

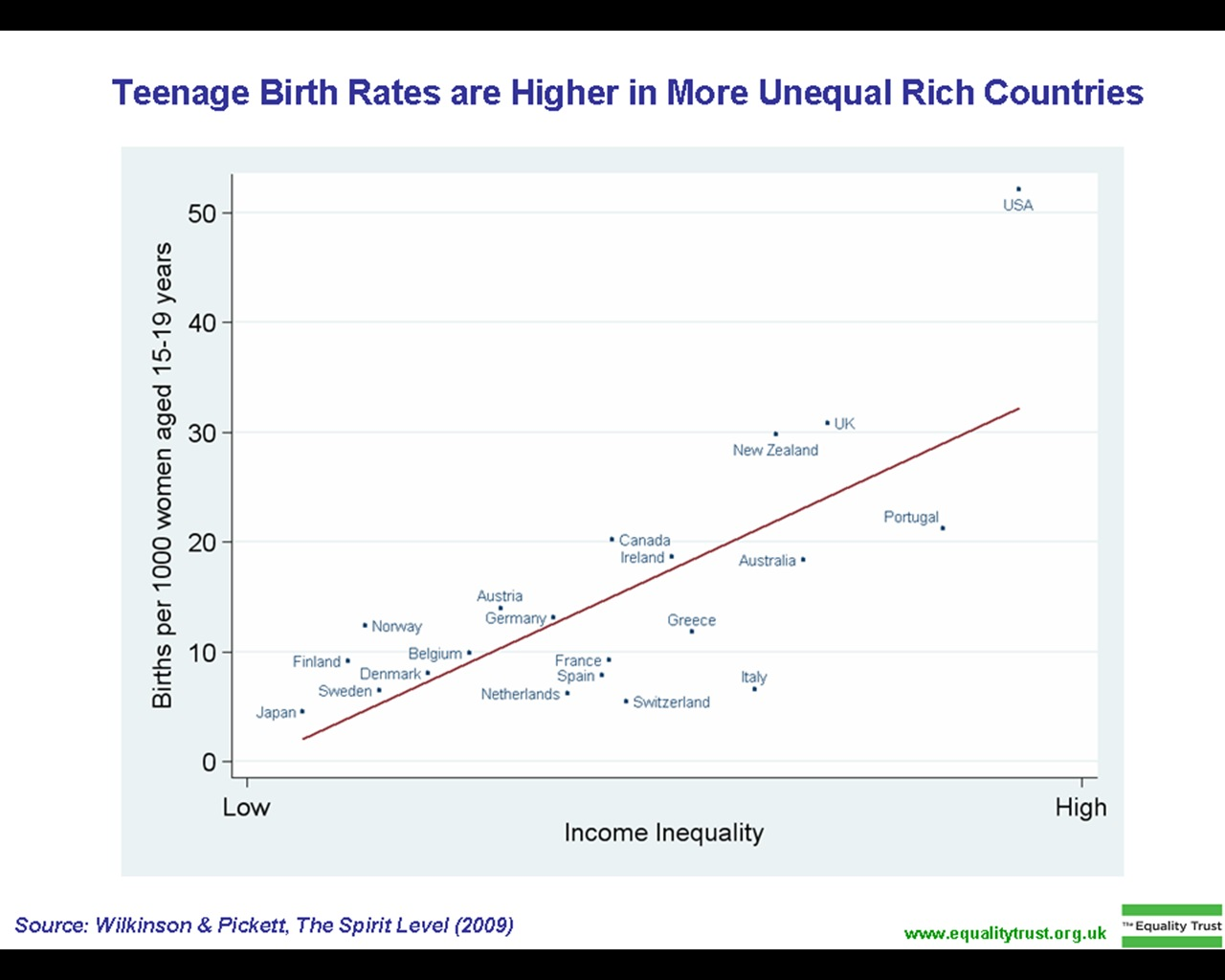
Gravidez na adolescência é mais comum em países mais desiguais. Wilkinson e Pickett (2009).

A gravidez na adolescência consiste na gravidez de uma adolescente. Apesar de a Organização Mundial de Saúde considerar a adolescência como um período de dez a vinte anos na vida de um indivíduo, cada país especifica a idade em que os seus cidadãos passam a ser considerados adultos. Como fator fundamental para a ocorrência da gravidez, está a ocorrência da menarca, o primeiro período menstrual, que ocorre próximo aos 12, 15 anos, embora este valor varie conforme a etnia e o  peso. A média de idade da ocorrência da menarca tem diminuído com o passar dos anos.
Mundialmente, as taxas de gravidez na adolescência varia entre 143 para 1000 na África subsaariana, a 2,9 para 1000 na Coreia do Sul. No Estado de São Paulo, desde o final dos anos 1990, houve uma redução na fecundidade adolescente. Dados da Fundação Sistema Estadual de Análise de Dados indicam uma redução de 20% na taxa de fecundidade das mulheres de 15 a 19 anos, no primeiro quinquênio dos anos 2000.
A gravidez na adolescência envolve muito mais do que problemas físicos, por haver também problemas emocionais, sociais, entre outros. Uma jovem de 14 anos, por exemplo, não está preparada mentalmente para cuidar de um bebê, muito menos de uma família. Entretanto, o seu organismo já está preparado para prosseguir com a gestação, já que, a partir do momento da menstruação, a maturidade sexual já está estabelecida. Outra polêmica é o de mães solteiras: por serem muito jovens, os rapazes e as moças não assumem um compromisso sério e, geralmente, quando surge a gravidez, um dos dois abandona a relação sem se importar com as consequências. Este é apenas um dos motivos que fazem crescer, consideravelmente a cada ano, o número de pais e mães jovens e solteiros.
Alguns especialistas afirmam que, quando a escola promove explicações e ações de formação sobre educação sexual, há uma baixa probabilidade de gravidez precoce e um pequeno índice de doenças sexualmente transmissíveis. É importante que, quando diagnosticada a gravidez, a adolescente comece o pré-natal, receba apoio da família e do seu contexto social e tenha auxílio, acompanhamento psicológico e obstetra adequados à situação. Um artigo científico produzido na Espanha dedicou-se a analisar a maneira como a gravidez na adolescência é retratada em alguns filmes e como essas obras influenciam no estabelecimento de padrões de comportamento e interiorização de arquétipos socialmente construídos sobre o tema.

## Pré-Natal
O pré-natal à adolescente inclui atendimento médico, psicológico, social e odontológico com atividades em grupos de gestantes, acompanhantes, aleitamento materno cuidados com os bebês na puericultura — reforçou o autocuidado e desenvolveu criatividade na solução dos problemas enfrentados pelas jovens mães. O atendimento humanizado e de qualidade no pré-natal, no parto e no puerpério é fundamental para diminuir esses agravos. É importante, ainda, a inclusão de medidas de prevenção à síndrome da imunodeficiência adquirida e promoção da saúde, em vez da assistência estritamente biológica e curativa. Principalmente, é importante que a adolescente seja informada de seus direitos, como o de ter acompanhante de sua escolha durante toda a gestação e durante o trabalho de parto, no parto e no pós-parto (Estatuto da Criança e do Adolescente e Lei 11 108).
A unidade básica de saúde pode conduzir a assistência pré-natal da adolescente que não for caracterizada de alto risco, e realizar toda a rotina de consultas de pré-natal, como também a solicitação de exames laboratoriais, imunizações e procedimentos técnicos.

## História
A gravidez na adolescência, normalmente envolvendo meninas entre 16 e 19 anos, era muito mais comum em séculos anteriores e ainda frequente em países desenvolvidos no século XX. Entre as mulheres norueguesas nascidas no início da década de 1950, quase um quarto tornou-se mãe adolescente até o início da década de 1970. As taxas vêm diminuindo constantemente em todo o mundo desenvolvido desde esse pico do século XX. Entre as nascidas na Noruega no final da década de 1970, menos de 10% se tornaram mães adolescentes, e os índices continuaram caindo desde então.
Nos Estados Unidos, a Lei de Responsabilidade Pessoal e Oportunidade de Trabalho de 1996 incluiu o objetivo de reduzir o número de jovens mães solteiras negras e latinas dependentes da assistência social. Essa política se tornou a base para a prevenção da gravidez na adolescência no país e levou à criação da Campanha Nacional para Prevenir a Gravidez na Adolescência, hoje chamada de Power to Decide.

## Efeitos
De acordo com o Fundo de População das Nações Unidas (UNFPA), "as gestações em meninas com menos de 18 anos têm consequências irreparáveis. Violam os direitos das meninas, com riscos de vida em termos de saúde sexual e reprodutiva, e impõem altos custos de desenvolvimento para as comunidades, particularmente na perpetuação do ciclo da pobreza".
As consequências para a saúde incluem não estar fisicamente pronta para a gestação e o parto, o que leva a complicações e desnutrição, já que a maioria das adolescentes tende a vir de lares de baixa renda. O risco de morte materna para meninas com menos de 15 anos em países de baixa e média renda é maior do que para mulheres na faixa dos 20 anos.
A gravidez na adolescência também afeta a educação e o potencial de renda, pois muitas são forçadas a abandonar a escola, o que ameaça as oportunidades futuras e as perspectivas econômicas.
Estudos já examinaram o impacto socioeconômico, médico e psicológico da gravidez e da parentalidade em adolescentes. Os resultados de vida para mães adolescentes e seus filhos variam. Outros fatores, como pobreza ou apoio social, podem ser mais importantes do que a idade da mãe no momento do parto.
Pais adolescentes que contam com apoio da família, da comunidade, de serviços sociais e de creches têm mais chances de continuar os estudos e conseguir empregos melhores à medida que avançam na educação.
Uma abordagem holística é necessária para lidar com a gravidez na adolescência. Isso significa não focar apenas em mudar o comportamento das meninas, mas em enfrentar as causas subjacentes, como pobreza, desigualdade de gênero, pressões sociais e coerção. Essa abordagem deve incluir "fornecer educação sexual abrangente e adequada à idade para todos os jovens, investir na educação das meninas, prevenir o casamento infantil, a violência e a coerção sexual, construir sociedades mais equitativas em termos de gênero, capacitar meninas e envolver homens e meninos, além de garantir acesso dos adolescentes a informações e serviços de saúde sexual e reprodutiva que os acolham e apoiem suas escolhas".
Nos Estados Unidos, um terço dos estudantes do ensino médio relatou ser sexualmente ativo. Entre 2011 e 2013, 79% das adolescentes relataram usar métodos contraceptivos. A gravidez na adolescência expõe as jovens a riscos de saúde, econômicos, sociais e financeiros.

### Adolescente
Ser uma jovem mãe em um país desenvolvido pode afetar a educação. Mães adolescentes têm mais probabilidade de abandonar o ensino médio.
Um estudo de 2001 descobriu que mulheres que deram à luz durante a adolescência concluíram o ensino de nível secundário entre 10–12% das vezes e cursaram o ensino superior entre 14–29% das vezes em comparação com mulheres que esperaram até os 30 anos.
A maternidade precoce em um país industrializado pode afetar o emprego e a classe social. Um estudo de 2009 apontou que adolescentes grávidas ou mães tinham sete vezes mais probabilidade de cometer suicídio do que outras adolescentes.
Segundo a Campanha Nacional para Prevenir a Gravidez na Adolescência, quase 1 em cada 4 mães adolescentes terá outra gestação dentro de dois anos após o primeiro parto. A gravidez e o nascimento aumentam significativamente as chances de evasão escolar, e até metade dessas jovens precisa recorrer à assistência social.
Muitos pais adolescentes não possuem a maturidade intelectual ou emocional necessária para sustentar outra vida. Frequentemente, essas gestações são ocultadas por meses, resultando em falta de cuidados pré-natais adequados e em desfechos perigosos para os bebês.
Entre os fatores que determinam quais mães são mais propensas a ter um segundo filho em curto intervalo estão o casamento e a educação. A probabilidade diminui com o nível educacional da jovem – ou de seus pais – e aumenta se ela se casar.

### Criança
A maternidade precoce pode afetar o desenvolvimento psicossocial do bebê. Filhos de mães adolescentes têm mais chances de nascer prematuros e com baixo peso, o que os predispõe a diversas condições ao longo da vida.
Essas crianças também correm maior risco de apresentar atrasos intelectuais, de linguagem e socioemocionais. Deficiências do desenvolvimento e problemas comportamentais são mais frequentes em filhos de mães adolescentes.
Um estudo sugeriu que mães adolescentes são menos propensas a estimular seus bebês por meio de comportamentos afetuosos como toque, sorrisos e comunicação verbal, ou a serem sensíveis e acolhedoras às necessidades da criança.
Outro estudo mostrou que aquelas que recebiam maior apoio social eram menos propensas a demonstrar raiva contra os filhos ou a recorrer à punição.
O baixo rendimento acadêmico também é observado entre filhos de mães adolescentes, sendo comum a repetência, notas mais baixas em testes padronizados e/ou a não conclusão do ensino médio.
Filhas de pais adolescentes têm mais chances de também se tornarem mães adolescentes. Já filhos homens de mães adolescentes têm três vezes mais probabilidade de cumprir pena na prisão.

### Médico

#### Cuidado pré-natal
A saúde materna e pré-natal é uma preocupação particular entre adolescentes grávidas ou que já são mães. A incidência mundial de parto prematuro e de baixo peso ao nascer é maior entre mães adolescentes.
Em um hospital rural em Bengala Ocidental, mães adolescentes entre 15 e 19 anos apresentaram maior probabilidade de ter anemia, parto prematuro e bebês com menor peso ao nascer do que mães de 20 a 24 anos.
Pesquisas indicam que adolescentes grávidas são menos propensas a receber cuidados pré-natais, muitas vezes buscando apenas no terceiro trimestre, quando buscam. O Instituto Guttmacher relata que um terço das adolescentes grávidas recebem cuidados pré-natais insuficientes e que seus filhos têm maior probabilidade de apresentar problemas de saúde na infância ou de serem hospitalizados em comparação com os nascidos de mulheres mais velhas.
Nos Estados Unidos, adolescentes latinas que engravidam enfrentam barreiras adicionais no acesso à saúde, por serem o grupo menos assegurado do país.
Mães jovens que recebem cuidados obstétricos de alta qualidade têm bebês significativamente mais saudáveis do que aquelas que não recebem. Muitos problemas de saúde associados à gravidez na adolescência decorrem da falta de acesso a cuidados médicos adequados.
Muitas adolescentes grávidas correm risco de doenças relacionadas à má nutrição devido a hábitos alimentares comuns na adolescência, incluindo tentativas de perda de peso por meio de dieta, pular refeições, modismos alimentares, lanches e consumo de fast food.
A nutrição inadequada durante a gestação é um problema ainda mais grave entre adolescentes em países em desenvolvimento.
As complicações da gravidez resultam na morte estimada de 70 mil adolescentes por ano em países em desenvolvimento. Mães jovens e seus bebês também correm maior risco de contrair HIV. A Organização Mundial da Saúde estima que o risco de morte após a gravidez é duas vezes maior para meninas de 15 a 19 anos do que para mulheres de 20 a 24. A taxa de mortalidade materna pode ser até cinco vezes maior para meninas de 10 a 14 anos. O aborto ilegal também representa sérios riscos para adolescentes em regiões como a África subsariana.
Os riscos de complicações médicas são ainda maiores para meninas com menos de 15 anos, já que uma pelve subdesenvolvida pode levar a dificuldades no parto. O trabalho de parto obstruído geralmente é tratado por cesariana em nações industrializadas. Em regiões em desenvolvimento onde os serviços médicos podem ser indisponíveis, pode levar a eclâmpsia, fístula obstétrica, mortalidade infantil ou morte materna. Para mães com mais de 15 anos, a idade em si não é um fator de risco; resultados negativos estão mais associados a fatores socioeconômicos do que biológicos.

#### Cuidado pré-natal (acompanhamento)
Em 2022, a UNICEF observou:
84% das adolescentes grávidas de 15 a 19 anos compareceram a pelo menos uma consulta de pré-natal, em comparação com 88% de todas as mulheres e meninas de 15 a 49 anos. Um número menor de adolescentes recebeu assistência especializada no parto (77% contra 84%). Além disso, menos adolescentes receberam cuidados pós-natais para si mesmas (66% contra 69%).
A agência também destacou disparidades regionais. Na África Ocidental e Central, "48% dos recém-nascidos de mães adolescentes tiveram contato pós-natal, em comparação com 52% dos recém-nascidos de todas as mães".

### Econômico
O custo de oportunidade ao longo da vida causado pela gravidez na adolescência varia entre os países, indo de 1% a 30% do PIB anual, sendo 30% o índice registrado em Uganda.
Nos Estados Unidos, a gravidez na adolescência custou aos contribuintes entre 9,4 e 28 bilhões de dólares em 2016, devido a fatores como acolhimento em famílias substitutas (foster care) e perda de arrecadação tributária.
Um estudo de 2014 estimou que o aumento da produtividade econômica advindo do fim da gravidez na adolescência no Brasil e na Índia representaria, respectivamente, 3,5 bilhões e 7,7 bilhões de dólares.
Menos de um terço das mães adolescentes recebem algum tipo de pensão alimentícia, o que aumenta significativamente a probabilidade de recorrer à assistência governamental.
A correlação entre maternidade precoce e a não conclusão do ensino médio reduz as oportunidades de carreira para muitas jovens. Um estudo apontou que, em 1988, 60% das mães adolescentes viviam na pobreza no momento do parto.
Outro estudo, de 2002, constatou que quase 50% de todas as mães adolescentes solicitaram assistência social nos primeiros cinco anos de vida do filho.
Uma pesquisa de 1999, realizada com 100 mães adolescentes no Reino Unido, concluiu que apenas 11% recebiam algum salário, enquanto 89% permaneciam em situação de desemprego.
A maioria das mães adolescentes britânicas vive em pobreza, sendo que quase metade se encontra no quinto inferior da distribuição de renda.

## Riscos
- Maior possibilidade de parto prematuro (menos de 37 semanas);
- Maior possibilidade de cesárea;
- Maiores possibilidades de aborto espontâneo;
- Maiores possibilidades de má-formações;
- Maior possibilidade de baixo comprimento (menos de 45 centímetros e 2,5 kg);
- Maiores problemas de desenvolvimento.

Taxa de adolescentes grávidas por cada mil mulheres com idade entre 15–19, entre 2000–2009